# Mother Teresa
Mother Teresa é um filme de televisão biográfico de 2003, baseado na vida de Madre Teresa, fundadora do instituto religioso Missionárias da Caridade. O filme é estrelado por Olivia Hussey no papel-título e recebeu um prêmio da CAMIE em 2007. O filme foi originalmente produzido como a minissérie da televisão italiana Madre Teresa.

## Elenco
- Olivia Hussey como Madre Teresa
- Sebastiano Somma como padre Serrano: um padre do Vaticano enviado para avaliar a candidatura de Madre Teresa à fundação dos Missionários da Caridade. Inicialmente cético, ele finalmente se torna um seguidor de Madre Teresa.
- Michael Mendl como Celeste van Exem: Diretora espiritual de Madre Teresa.
- Laura Morante como Mãe Cenáculo
- Ingrid Rubio como Irmã Agnes / Virginia
- Guillermo Ayesa como Perier
- Valeria Cavalli como Drane
- Enzo De Caro como Enzo Decaro
- Morgane Slemp como Silvia
- Antonia Frering como Irmã Stephanie
- Emily Hamilton como Anna
- Ravindra Randeniya como Chefe de Polícia
- Daya Alwis como vendedor de Kaligarth
- W. Jayasiri como Mr. Goma